# 黄其励
黄其励（1941年1月15日—），辽宁营口人，汉族，中华人民共和国蒸汽工程领域专家、政治人物，国家电网公司东北电网有限公司名誉总工程师、中国工程院院士，中国共产党党员，第十一届全国政协委员。

## 生平
1964年毕业于清华大学热能动力系，获学士学位。1968年毕业于南京工学院三系，获硕士学位。1987年毕业于日本北海道大学，获博士学位。
2008年，当选第十一届全国政协委员，代表科学技术界，分入第二十九组。